# عبدالغفور ملک‌زی
عبدالغفور ملک‌زی یک سیاست‌مدار اهل افغانستان است. وی والی (فرماندار) ولایت بادغیس افغانستان بود. از ۱۵ ثور ۱۳۹۷ تا ۱۳۹۹ این منصب را عهده‌دار بود.
| پیشین: محمدانور اسحاق‌زی | فرماندار ولایت بادغیس، افغانستان ۱۵ ثور ۱۳۹۷ | پسین: تاکنون |